# Automobiles Packard
 (janvier 2021).
Pour les articles homonymes, voir Packard.
Ne doit pas être confondu avec David Packard ou Hewlett-Packard.
Packard ou Packard Motor Car Co. est un ancien constructeur automobile américain de prestige, dont le siège était à Détroit (Michigan). Par la suite, elle fusionna pour former la Studebaker-Packard Corporation (en), dont le siège se trouvait à South Bend (Indiana). Packard a commercialisé ses automobiles de 1899 à 1958.

## Histoire

### Origine
La société des « Automobiles Packard » est un constructeur automobile américain pionnier, fondé en 1899 par les frères James Ward Packard et William Doud Packard (en), avec leur associé financier George L. Weiss de la Winton Motor Carriage Company, sous le nom de « Ohio Automobile Company » à Warren (Ohio), renommé en « Packard Motor Car Company » en 1902. La société se délocalise à Détroit (Michigan) en 1904 où l'architecte industriel Albert Kahn a construit la première usine en béton armé du monde pour Packard (usine automobile Packard). Les frères Packard restent à Warren et le financier Henry Bourne Joy (en) dirige l'entreprise. Nommé président en 1909, il s'engagea aussi fortement pour la création du Lincoln Highway de 1913, première route en asphalte entre New York et San Francisco (variante de la mythique U.S. Route 66 de 1926). 

### Voitures de luxe

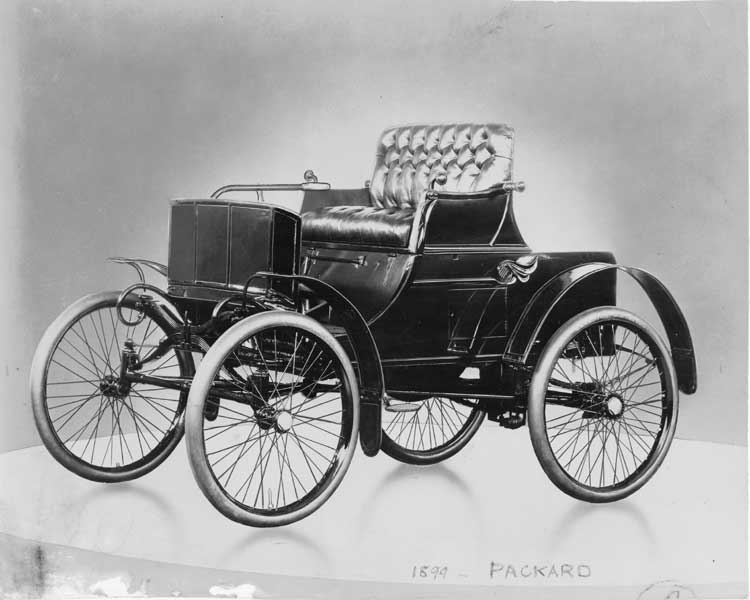
Packard Modèle A runabout (1899)

La première Packard modèle A est un petit runabout (spyder) a moteur monocylindre sous le banc du chauffeur. Elle était de grande qualité, construite à 5 exemplaires, vendues 1 250 dollars de l'époque sans option. La modèle A personnelle de William Doud Packard existe toujours. Packard commercialise trois modèles suivants B, C, et F à moteur monocylindre (Packard Single-Cylinder (en)). Une Packard modèle F traverse le continent américain pour la seconde fois en 1903, trois semaines après le Winton Motor Carriage Company du docteur Horatio Nelson Jackson. 
Packard devient un des constructeurs automobiles américains les plus prestigieux du monde, et commercialise des modèles à deux et à quatre cylindres, avec ses types K, L, N, 18, 24, et 30…, suivis en 1912 de sa première voiture 6 cylindres Packard Six (ou Dominant Six), modèle très luxueux, parmi les voitures américaines les plus chères de l'époque.

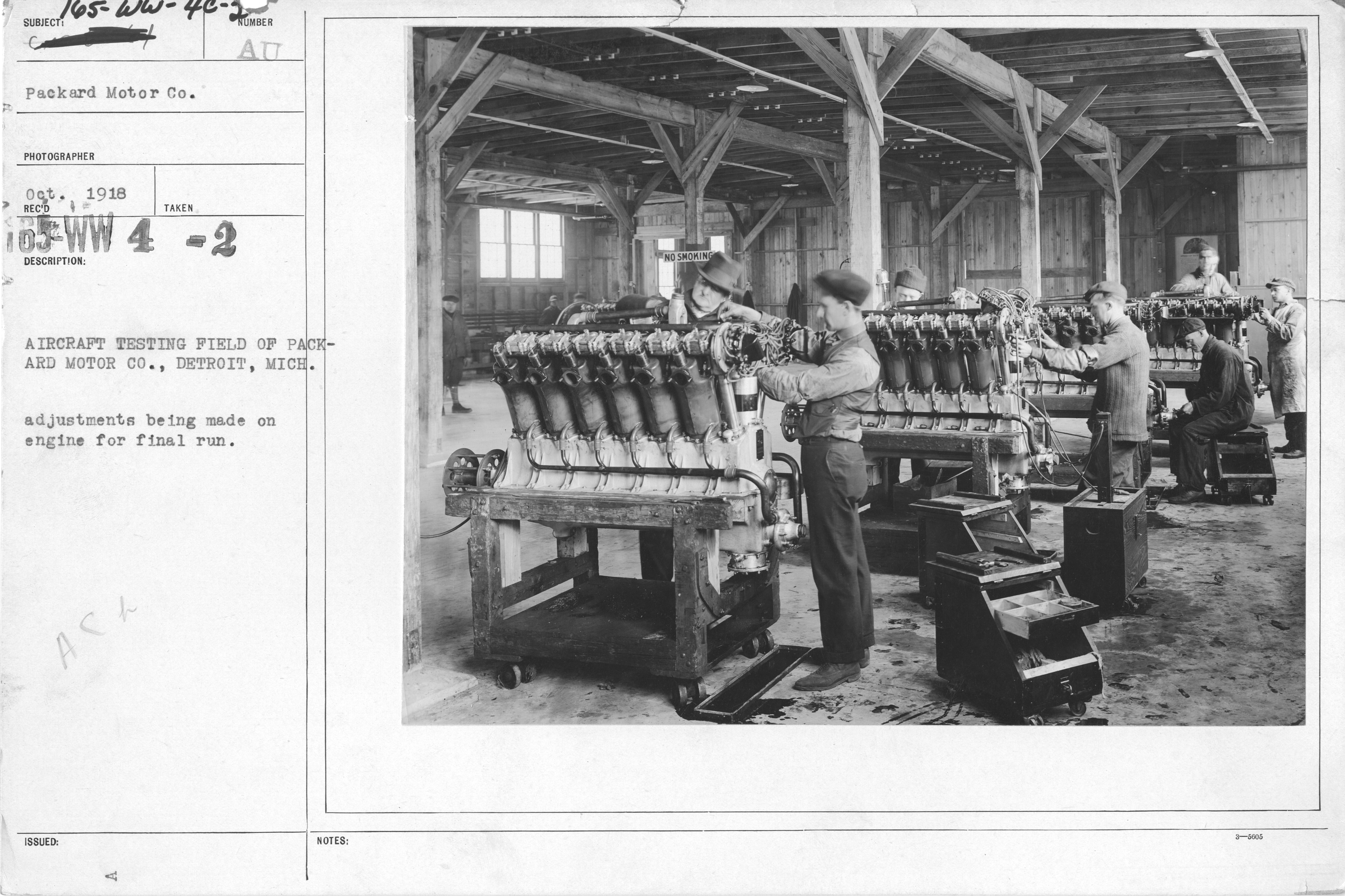
Moteur V12 Liberty L-12 Packard

### Moteurs militaires pour l'aviation et la marine
La société conçoit et fabrique lors de la Première Guerre mondiale des moteurs pour l'aviation, les char d'assaut, et la marine. Le chef motoriste Packard Jesse G. Vincent (en) développe avec Henry M. Leland (fondateur de la marque Lincoln après la guerre) et George Hall la famille de moteur V12 militaire Liberty L-12.

### Packard Twin Six

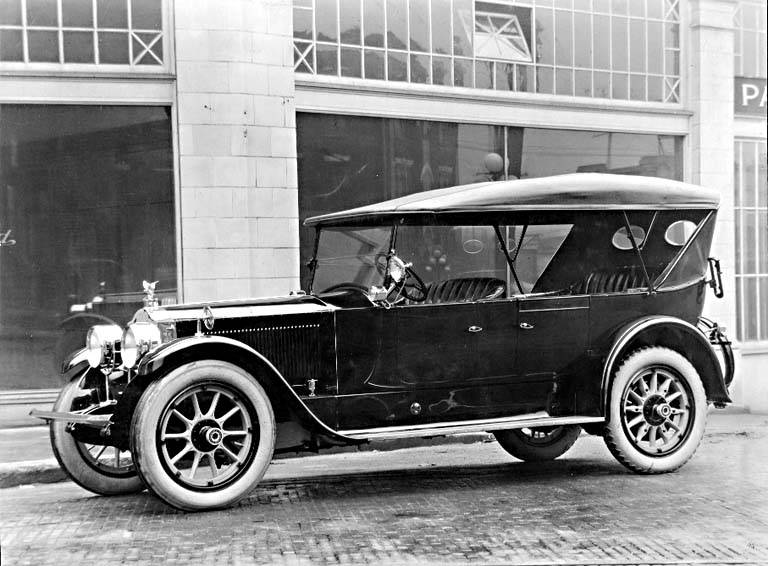
Packard Twin Six à moteur V12 (1922).

Packard commercialise avec un immense succès sa Packard Twin Six (Double Six) en 1916, première voiture de série à moteur V12 de l'histoire de l'automobile. 

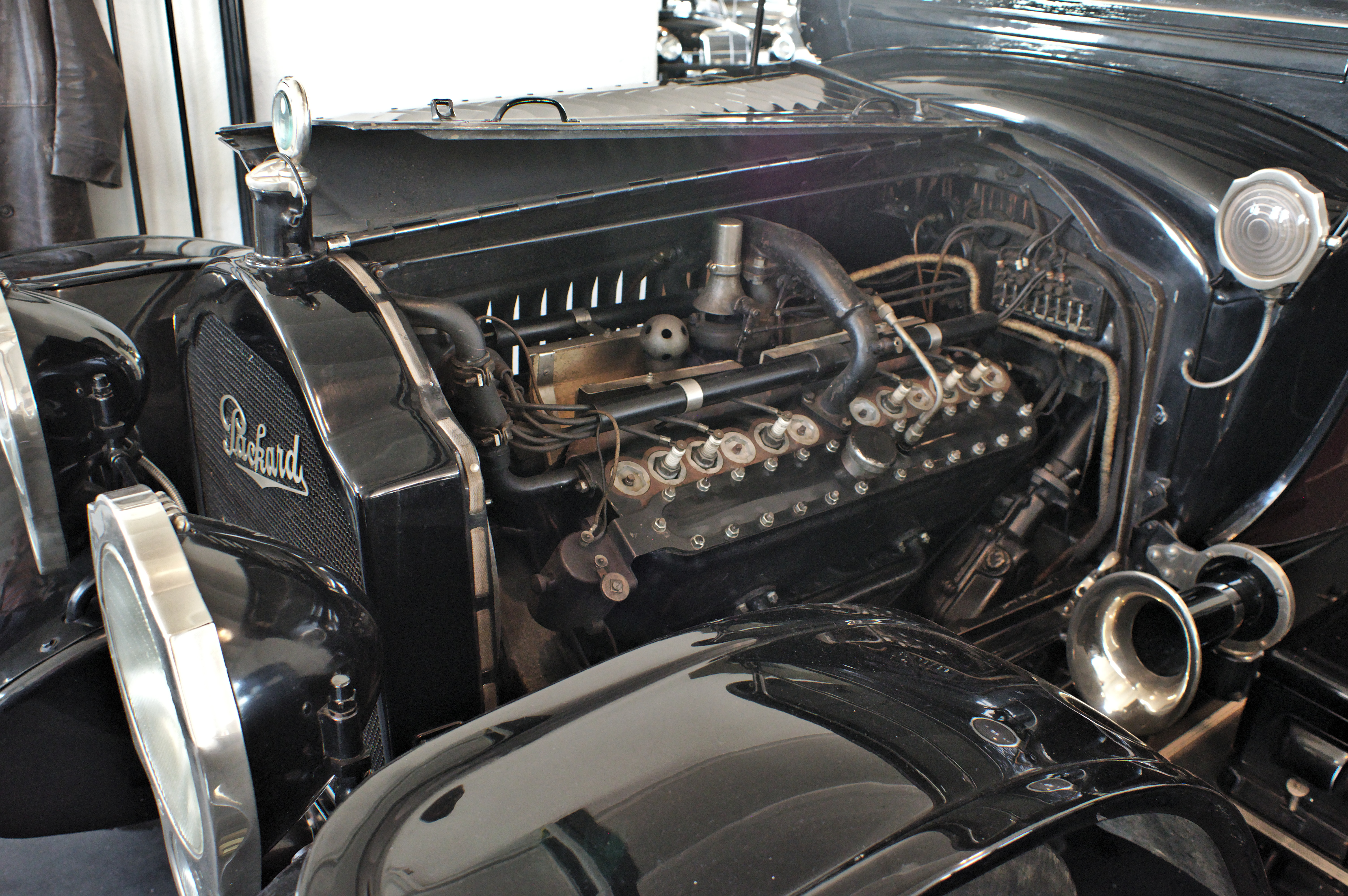
Packard Twin Six, premier moteur V12 de voiture de série de l'histoire de l'automobile

Le moteur V12 60° de 6,8 L pour 88 ch à soupapes latérales du motoriste Packard Jesse G. Vincent (en) est dérivé de son moteur Liberty L-12 de la Première Guerre mondiale. C'était la première Packard avec moteur avant qui avait la boîte de vitesses directement derrière le moteur et un embrayage multi-disques. Elle avait 3 vitesses et un arbre avec cardan (pas de chaînes). Les roues avaient un diamètre de 37 pouces. Il y en avait un choix d'empattement de 3 175 ou 3 429 mm (Modèles 1-25 et 1-35). La première série fut remplacée en 1917. La deuxième avait des roues de 35 pouces et, plus important, des culasses démontables. La troisième série fut introduite en 1921 avec un moteur plus large, développant 90 ch. La version longue, modèle 3-35, fut arrêtée après 1922, la 3-25 restant en production jusqu'en 1923.

### Camions

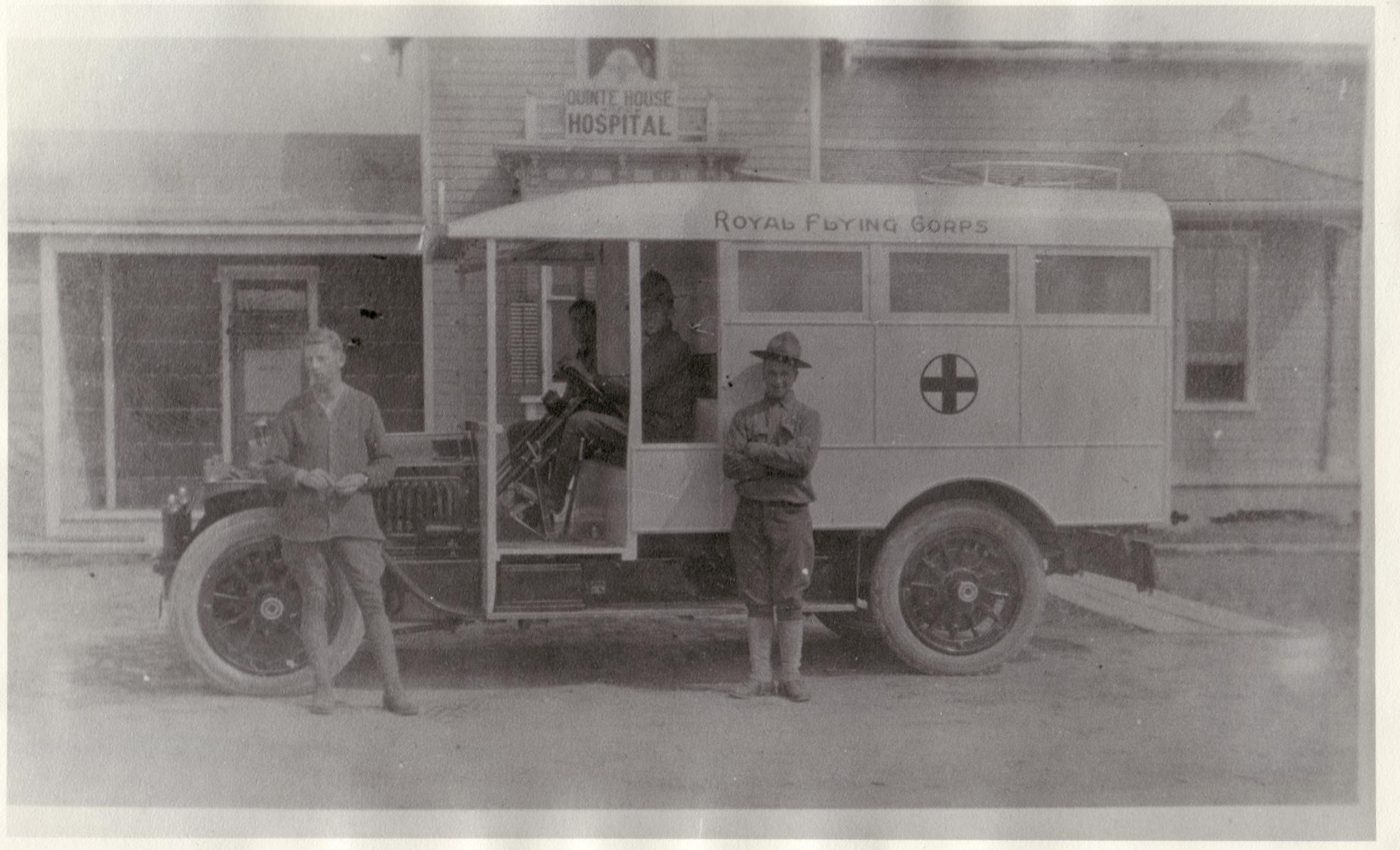
Packard Twin Six ambulance du Royal Flying Corps britannique (Première Guerre mondiale)

En 1905, Packard produisit un camion de 1,5 tonne à moteur à essence horizontal 2 cylindres logé sous le conducteur.
En 1908 fut produit un nouveau camion à capot à moteur à essence, de 4 cylindres, de 3 tonnes de charge utile. Les premiers camions avaient une transmission par chaîne.
En 1912, des camions de 5 et 6 tonnes furent produits.
En 1914, une transmission par vis sans fin fut introduite sur les modèles légers.
En 1920, la compagnie adopta l'arbre de transmission classique et un nouveau camion 2 tonnes, le X, fut le premier à être équipé de pneumatiques.
Les trois dernières années de production de camions (en 1923), la gamme était composée de modèles de 2, 3, 5 et 7,5 tonnes de charge utile.

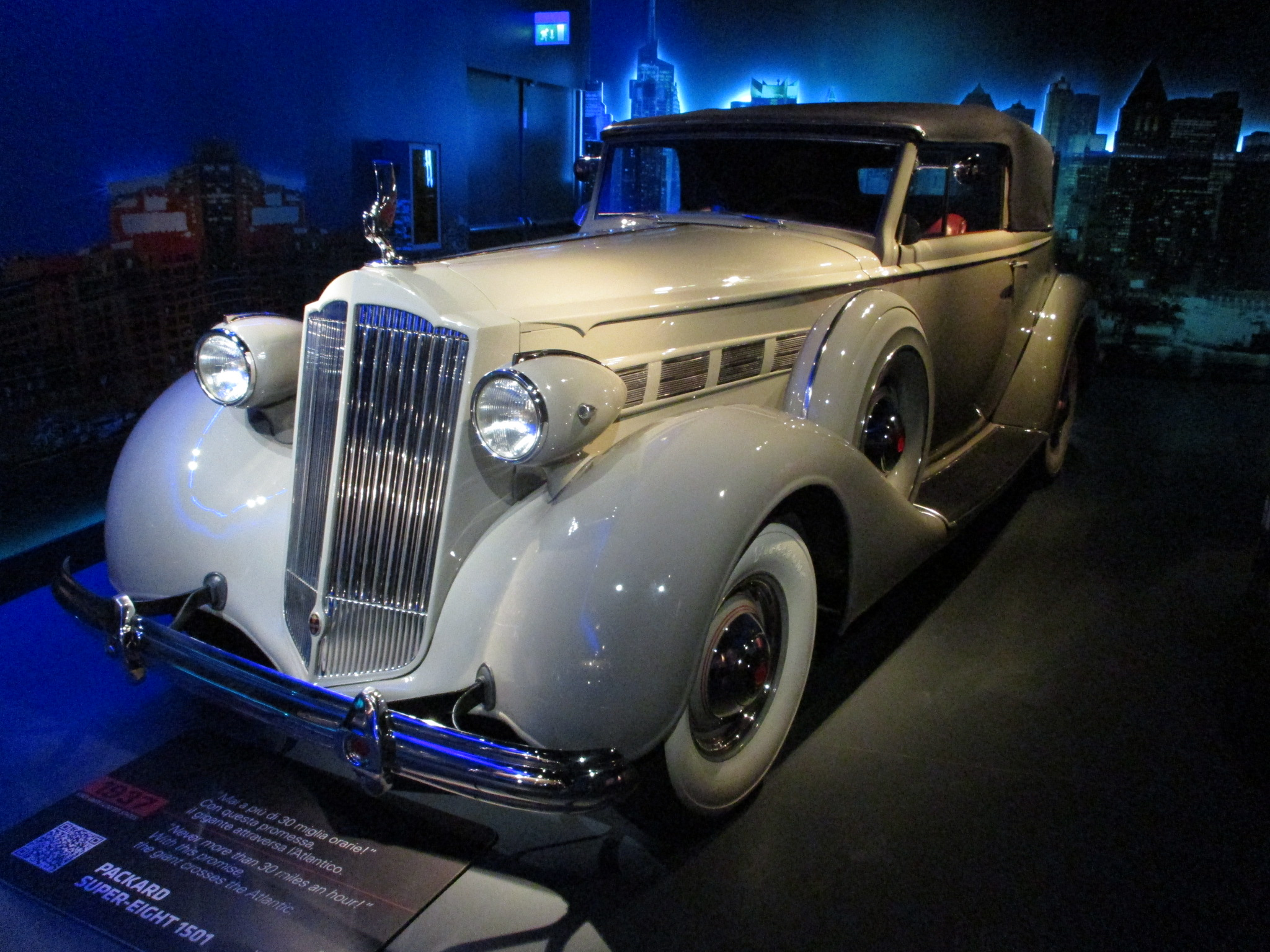
Packard Super Eight 1501 Roadster de 1937, du musée de l'Automobile de Turin

### Années précédant la Seconde Guerre mondiale
Au début des années 1930, Packard était la marque américaine de luxe la plus connue et la plus diffusée au monde. En France, la marque était importée par Barbezat, 102 avenue des Champs-Élysées à Paris. À cette période, Packard était également l’une des marques les plus luxueuses au monde (Bugatti utilisera d’ailleurs une carrosserie torpédo Packard Single Eight pour habiller le châssis démesuré du premier prototype de sa Bugatti Royale).
Le 29 août 1935 à Küssnacht (Suisse), la reine Astrid de Belgique meurt à 29 ans dans l'accident d'un cabriolet Packard One-Twenty conduit par son époux, Leopold III.
Le 4 novembre 1939, Packard Motors dévoile au public la première voiture équipée de l'air conditionné.

### Fusion avec Studebaker

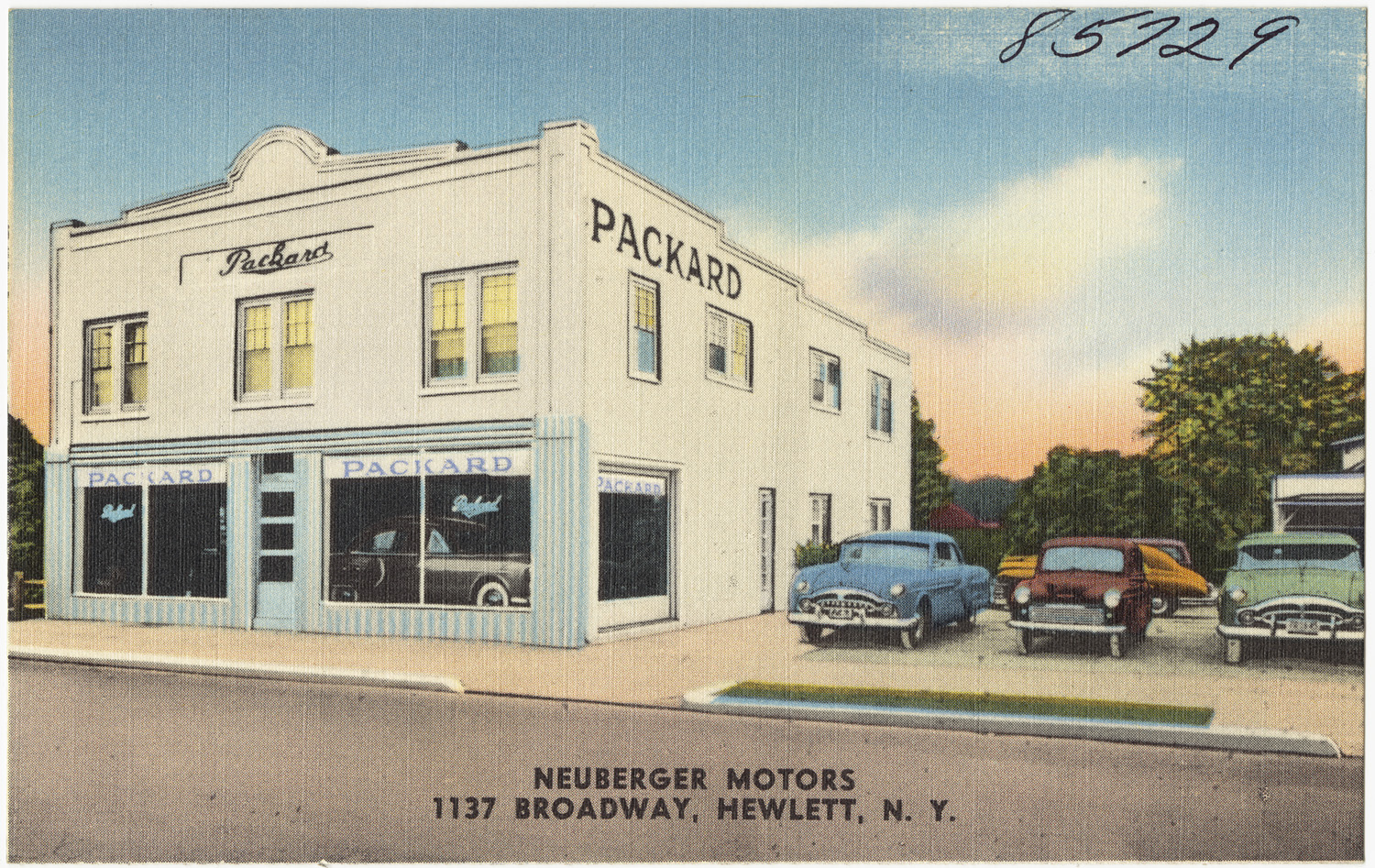
Concessionnaire Packard de l'État de New York en 1952

La marque fusionna avec Studebaker, en 1954, pour devenir la Studebaker-Packard Corporation.
En 1962, les deux marques se séparèrent.

### Studebaker-Packard Astral
Un prototype très inhabituel de voiture fut développé, la Studebaker-Packard Astral, conçue en 1957 et dévoilée au South Bend Art Centre en indiana le 12 janvier 1958 ainsi qu'au salon international de l'automobile de Genève en mars 1958. Elle avait une seule roue gyroscopique et les caractéristiques annoncées suggérait que le véhicule pourrait être à propulsion nucléaire ou avoir ce que les concepteurs ont décrit comme un moteur ionique. Aucun prototype fonctionnel n'a jamais été développé et il est peu probable qu'il y ait eu une véritable volonté de le faire,.
L'Astral a été conçue par Edward E. Herrmann, directeur du design chez Studebaker-Packard, comme un projet expérimental pour son équipe dans le travail de la fibre de verre. Le prototype a été exposé chez différents concessionnaires Studebaker avant d'être mis au rebut. Redécouverte 30 ans plus tard, la voiture a été restaurée et est aujourd'hui exposée au musée Studebaker.

## Liste des automobiles Packard
- Modèles monocylindre Packard Single-Cylinder (en) :
  - Packard Modèle A (1899–1900)
  - Packard Modèle B (1900)
  - Packard Modèle C (1901)
  - Packard Modèle E (1901)
  - Packard Modèle F (1901–1903)
  - Packard Modèle M (1904)

- Modèles bicylindre :
  - Packard Modèle G (1902)

- Modèles à quatre cylindres :
  - Packard Modèle K (1903)
  - Packard Gray Wolf (1903)
  - Packard Modèle L (1904)
  - Packard Modèle N (1905)

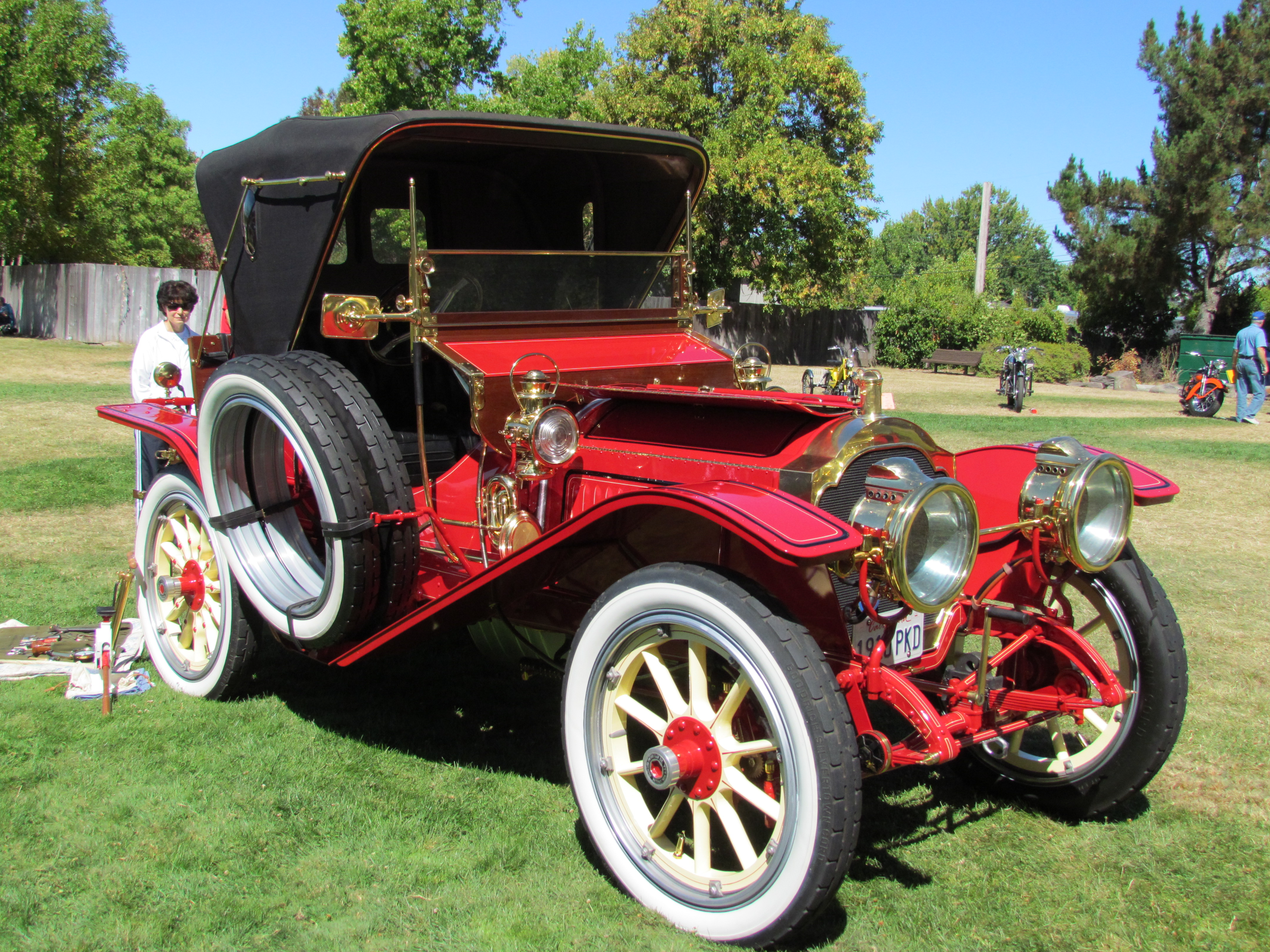
Packard Modèle 30 Runabout (1910).

  - Packard Modèle 24 (Séries S) (1906)
  - Packard Modèle 18 (Séries NA-NC) (1905–1907)
  - Packard Modèle 30 (Séries U) (1907–1912)

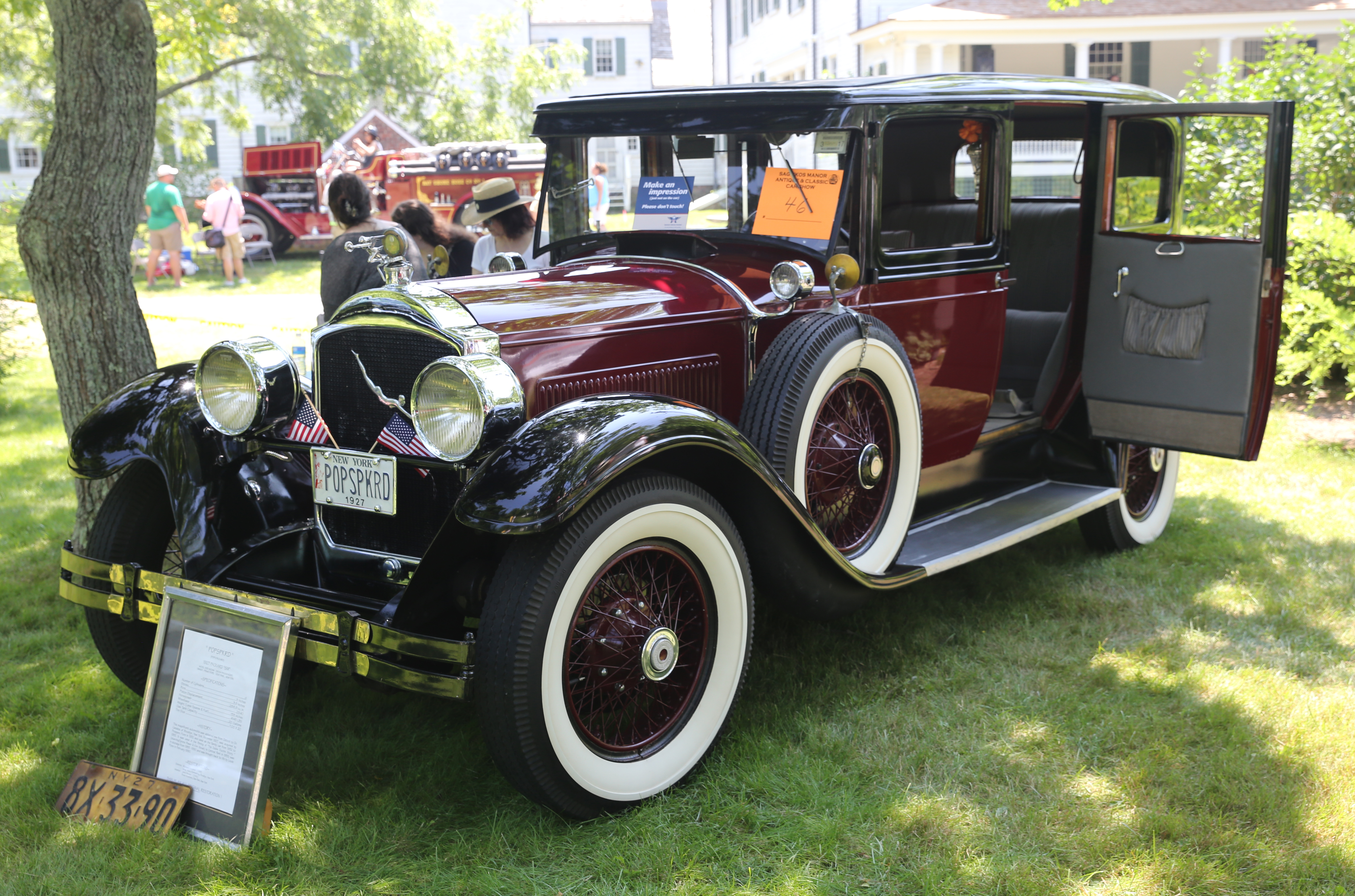
Packard Six 533 Sedan (1927).

- Modèles à six cylindres Packard Six :
  - Packard Dominant Six (1912–1915)
  - Packard Single Six (1921–1924)
  - Packard Six (1925–1929)
  - Packard 110
  - Packard 115 (1937)
  - Packard Six (1937–1949)

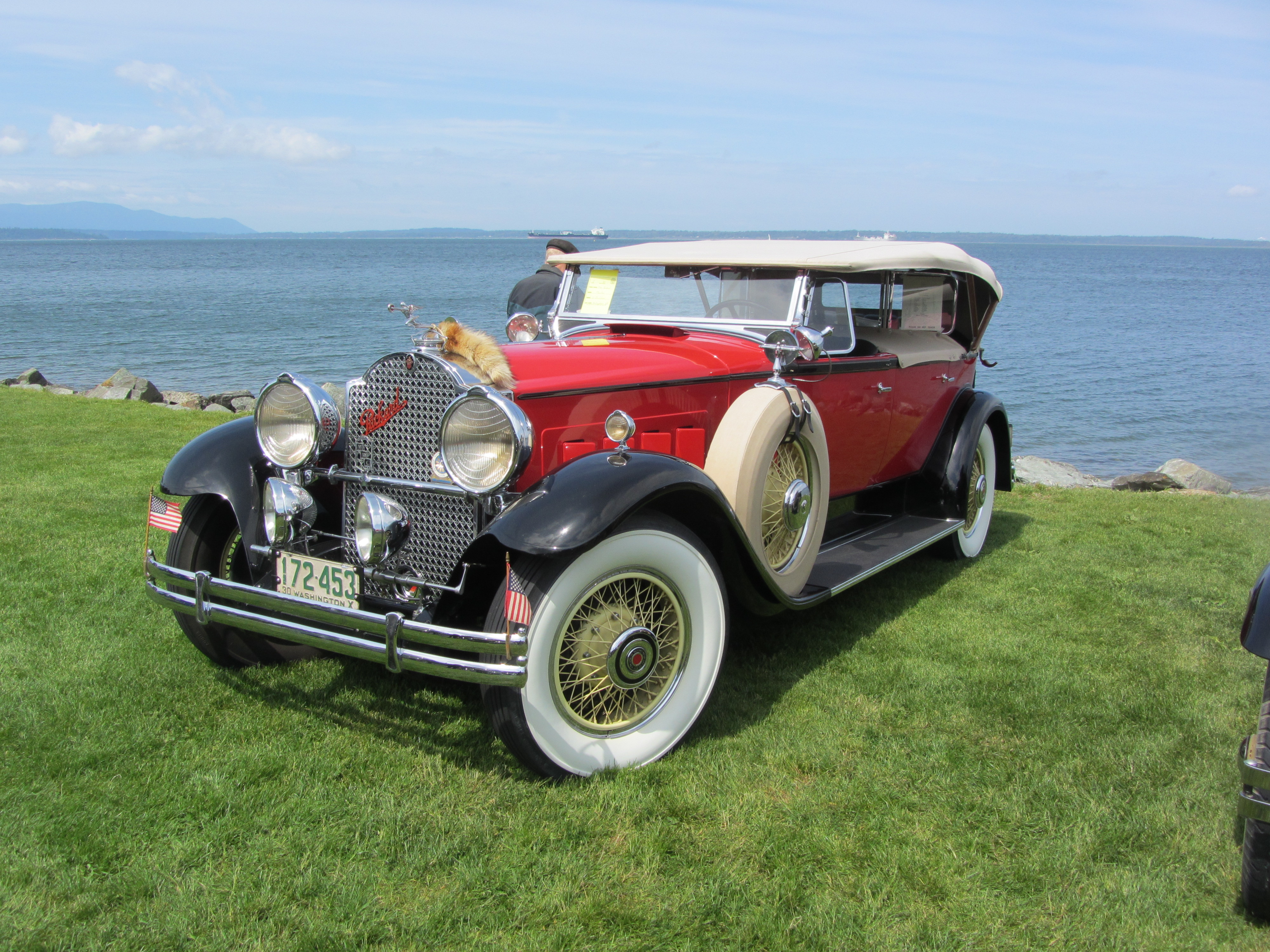
Packard Custom Eight Double Phaeton de 1930.

- Modèles à huit cylindres Packard Eight et Packard Super Eight :
  - Packard Single Eight & Eight (1924-)
  - Packard Custom Eight
  - Packard Light Eight
  - Packard 120 (1935–1942)
  - Packard 160
  - Packard 180
  - Packard Super Eight

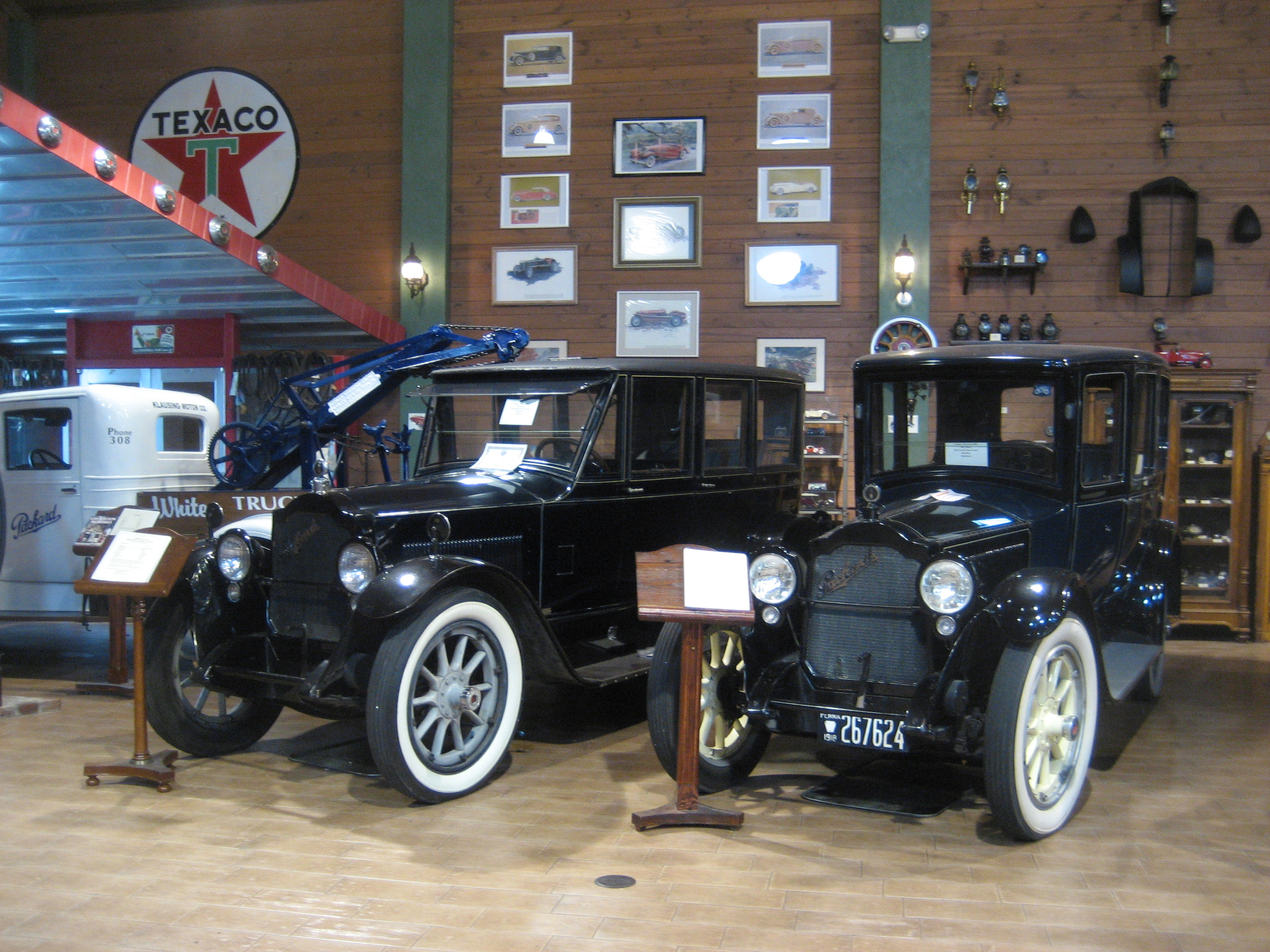
Packard Twin Six V12 Limousine (1918) et Broughm (1920).

- Modèles à douze cylindres V-12 Packard Twin Six et Packard Twelve :
  - Packard Twin Six (1916–1923)
  - Packard 905 (1916–1923)
  - Packard Twin Six (1932)
  - Packard Twelve (1932–1939)

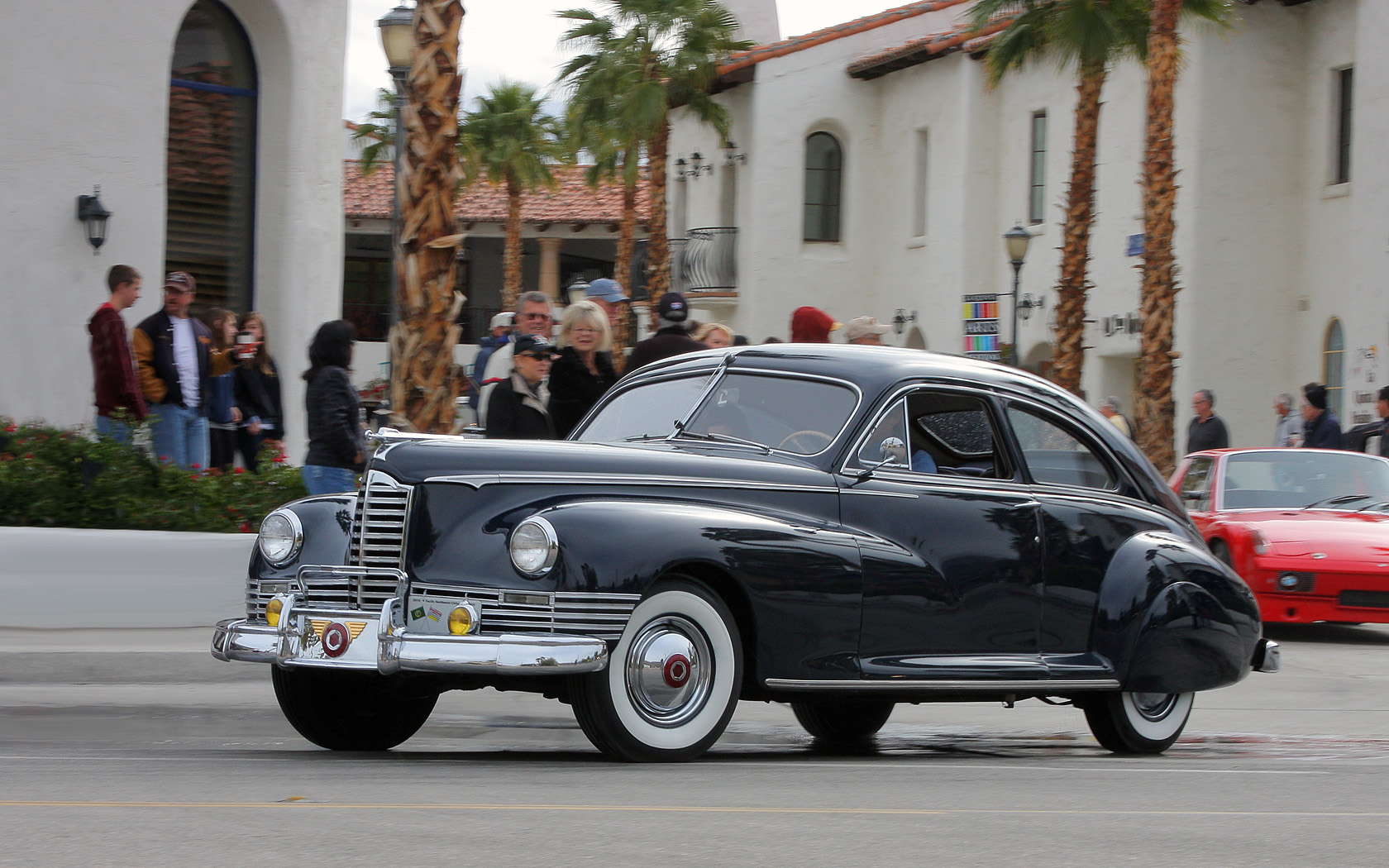
Packard Custom Super Clipper Club Sedan de 1947, en Californie.

- Modèles d'après-guerre (y compris la Clipper) :
  - Packard Clipper (1941-1957)
  - Packard Station Sedan (1948–1950)
  - Packard 200 (1951-1952)
  - Packard 250, voir Packard 200 (1951-1952)
  - Packard 300 (1951-1952)
  - Packard Mayfair (1951-1953)
  - Packard Patrician 400 (1951-1954)
  - Packard Cavalier (1953-1954)
  - Packard Caribbean (1953-1956)
  - Packard Pacific (1954)
  - Packard Four Hundred (1955-1956)
  - Packard 400, voir Packard Four Hundred
  - Packard Patrician (1955-1956)
  - Packard Executive (1956-)
  - Packard Clipper Constellation
  - Packard Super Panama
  - 1957 et 1958 Packards
  - Packard Hawk (en) (1958)

### Concept car

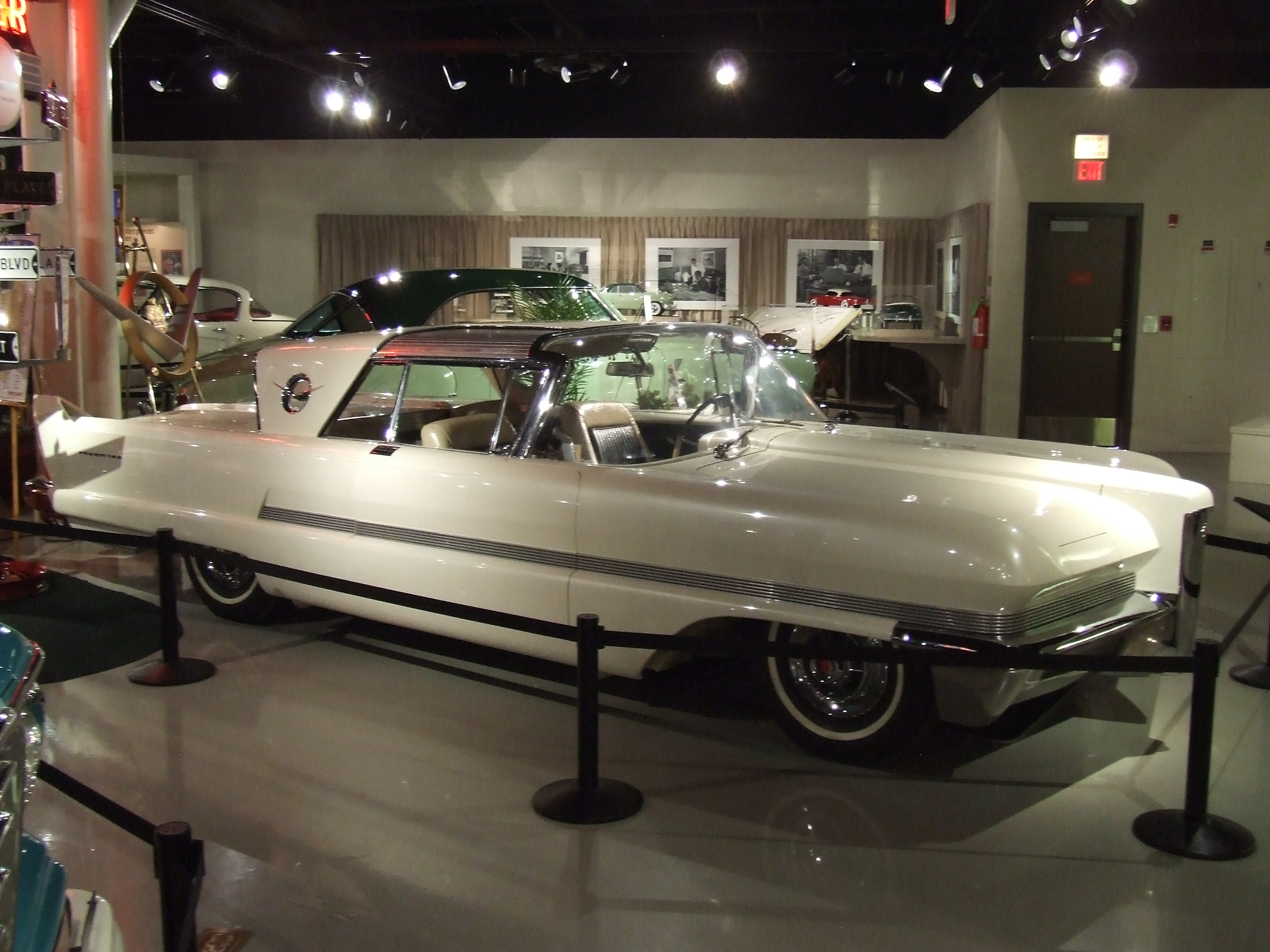
Packard Predictor (1956) au Musée national Studebaker.

- Packard Phantom (1944 ; également appelé Brown Bomber et Macauley's Folly)
- Packard Pan-American (1951 ; également appelé Macauley Speedster après Packard design executive Edward Macauley)
- Packard Pan-American (1952) et Panther-Daytona
- Packard Balboa (1953)
- Packard Panther (1954–1955)
- Packard Request (1955)
- Packard Predictor (1956)
- Packard Black Bess (1957 ; pas le nom officiel)

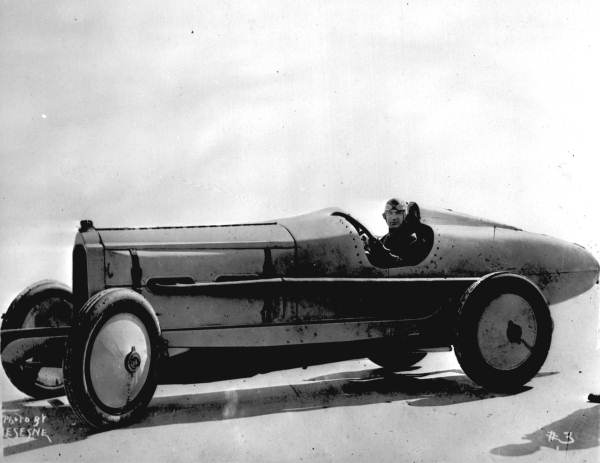
Packard 905 V12 de Ralph DePalma (1919).

## Quelques pilotes
- Ralph DePalma, détenteur du record de vitesse terrestre 1919 de 241,2 km/h, sur Packard 905 V12.
- Jean Trévoux, pilote Packard sur 4 Carrera Panamericana (1951-1954).

## Musées Packard-Studebaker
- America's Packard Museum (en) de Dayton (Ohio)
- Studebaker National Museum (en) de South Bend (Indiana)

### Sources
- (en) Beverly Kimes, Packard : a history of the motor car and the company, Princeton, N.J, Automobile Quarterly Publications, coll. « Automobile quarterly », 2002, 828 p. (ISBN 978-0-915038-11-4, OCLC 670099679)
- (en) Dennis Adler (préf. Jay Leno), Packard, St. Paul, MN, Motorbooks International, coll. « Motorbooks classics. », 2004, 156 p. (ISBN 978-0-7603-1928-4, OCLC 56315690, présentation en ligne)
- Peter J. Davies (trad. Gisèle Pierson), L'encyclopédie mondiale des camions : guide illustré des camions classiques et contemporains du monde entier, Genève, Manise, 2003, 256 p. (ISBN 978-2-84198-214-1, OCLC 417268599)